# Hierodula schultzei brevis
Hierodula schultzei brevis es una subespecie de mantis de la familia Mantidae.

## Distribución geográfica
Se encuentra en Nueva Guinea.